# Miejska Biblioteka Publiczna w Braniewie
Miejska Biblioteka Publiczna w Braniewie – samorządowa instytucja kultury o charakterze publicznym działająca w Braniewie od 1947 roku.

## Historia
Do otwarcia biblioteki publicznej w powojennym Braniewie przygotowywano się już w 1946 roku. W marcu tegoż rok zorganizowano pierwsze święto oświaty. Podczas różnych imprez popularyzowano czytelnictwo wśród powojennych mieszkańców Braniewa, a jednocześnie przeprowadzano zbiórkę książek i pieniędzy na potrzeby tworzonej biblioteki. Zebrano jednak wówczas zaledwie 26 książek i 3258 złotych, toteż dopiero w kolejnym roku, w dniu 26 stycznia 1947, udał się uruchomić Powiatową Bibliotekę Publiczną w Braniewie – jako jedenastą tego typu placówkę w ówczesnym województwie olsztyńskim. Pierwszą niewielką lokalizację biblioteka otrzymała w Inspektoracie Szkolnym przy ul. Kościuszki. Później biblioteka otrzymała własny lokal w starej kamienicy przy ul. Kościuszki 80. Pierwszym kierownikiem biblioteki została Janina Żak, drugim, od 1948 do 1955 roku, był Eugeniusz d’Aystetten (ur. w 1903 w Samarkandzie).

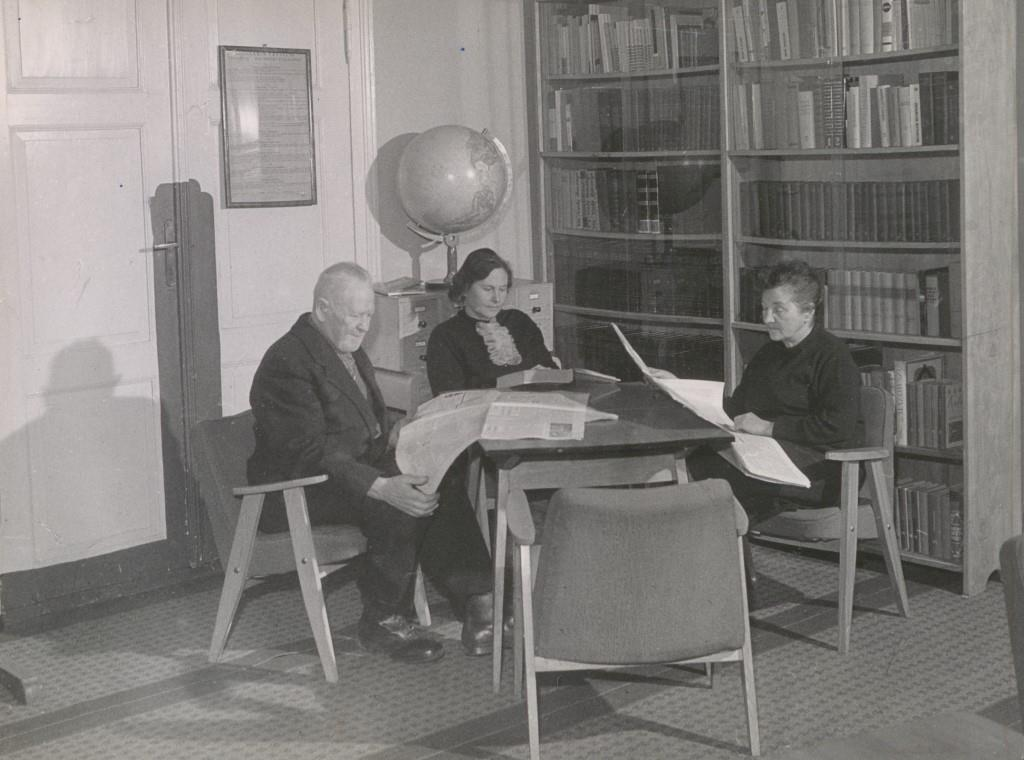
Kącik czytelniczy w Powiatowej i Miejskiej Bibliotece Publicznej w Braniewie, 1966 rok

Ażeby zwiększyć dostępność książek dla mieszkańców miasta, na początku 1948 roku powstał w Braniewie Miejski Komitet Organizacji Biblioteki, który doprowadził do utworzenia 3 maja 1948 roku Biblioteki Miejskiej w Braniewie, mieszczącej się początkowo w budynku biblioteki powiatowej, a od 1949 roku przy ul. Fromborskiej 16. W 1955 bibliotekę miejską i powiatową połączono w jedną o nazwie Powiatowa i Miejska Biblioteka Publiczna w Braniewie. Dotychczasowa Biblioteka Miejska stała się filią PiMBP, w 1957 przekształconą w bibliotekę dla młodzieży.
Kierownikiem PiMBP w lipcu 1947 roku została Eugenia Lipnicka. Po jej przejściu na emeryturę, w latach 1962–1972 dyrektorem biblioteki został młody i energiczny Marian Filipkowski, inicjator wielu akcji czytelniczych i niestrudzony propagatorem czytelnictwa w całym powiecie. W latach 1964–1976 w bibliotece pracowała Karolina Święcicka, autorka wspomnień o powojennej historii Braniewa. W 1965 roku powstało Koło Przyjaciół Biblioteki, które organizowało spotkania z pisarzami, dyskusje literackie i konkursy czytelnicze.
W czerwcu 1975 Powiatowa i Miejska Biblioteka Publiczna w Braniewie przeszła kolejną reorganizację związaną z nowym podziałem administracyjnym Polski (zlikwidowano wówczas powiaty, a Braniewo włączono do nowo utworzonego województwa elbląskiego). Bibliotekę rozdzielono wówczas na dwie oddzielne placówki – Miejską Bibliotekę Publiczną, którą włączono do Miejskiego Ośrodka Kultury, Sporu i Rekreacji, oraz utworzono Oddział Wojewódzkiej Biblioteki Publicznej w Elblągu.

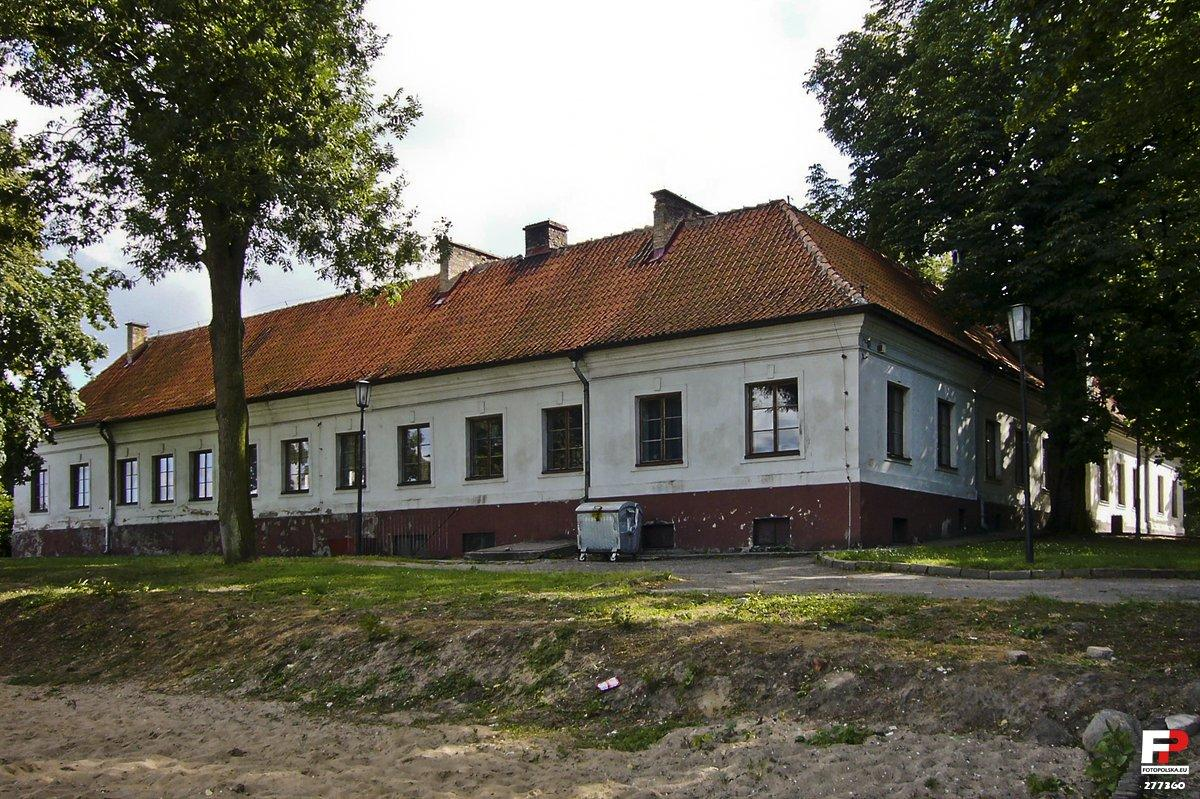
W latach 1976–2002 siedziba biblioteki

W styczniu 1976 roku biblioteka przeniosła się do nowej lokalizacji, do dawnej siedziby konwertytów fundacji Potockich przy ul. Botanicznej, naprzeciw istniejącego tu wówczas ogrodu zoologicznego. Biblioteka uzyskała reprezentacyjny gmach z przestronnymi salami, po gruntownym remoncie przeprowadzonym w latach 1972–1975 przez Pracownie Konserwacji Zabytków Oddział w Olsztynie. W pałacyku Potockiego umieszczono zarówno siedzibę Braniewskiego Oddziału Wojewódzkiej Biblioteki Publicznej w Elblągu, jak i Miejskiej Biblioteki Publicznej w Braniewie, działającej w strukturach Miejskiego Ośrodka Kultury, Sportu i Rekreacji. Dopiero w 1993 roku, po wielu latach starań, nastąpiło połączenie obu bibliotek w jedną całość. Po przemianach ustrojowych '89 roku obiekt ten został zwrócony Kościołowi, który podpisał umowę najmu tylko do roku 2002.

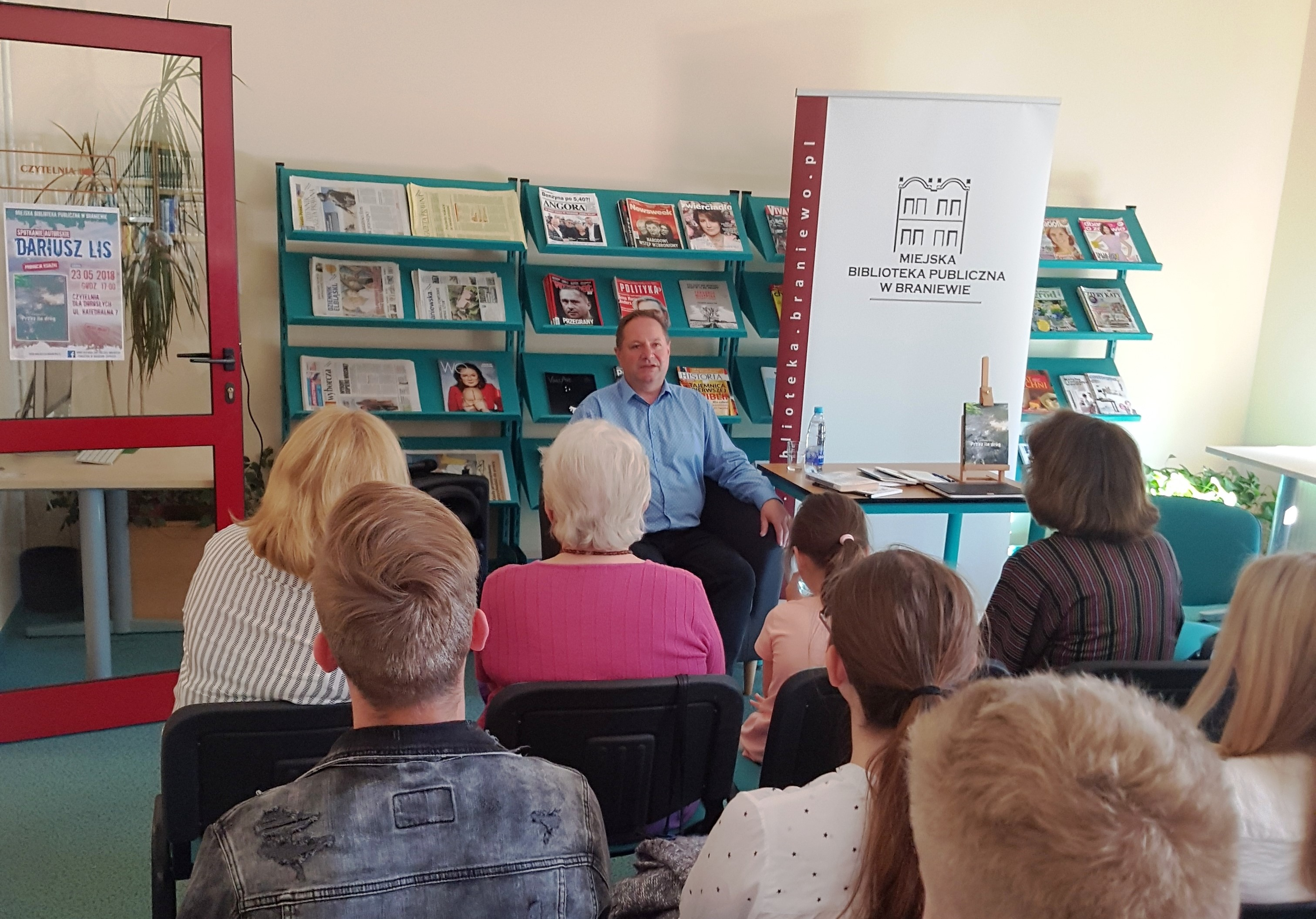
Spotkanie autorskie w bibliotece, Dariusz Lis (2018)

W 2002 roku miała miejsce już ostatnia przeprowadzka, biblioteka przeniosła się na ulicę Katedralną 7, do odbudowanego z inicjatywy burmistrza Tadeusza Kopacza kwartału Starego Miasta, w którym ulokowana została w sąsiedztwie Braniewskiego Centrum Kultury. Przeciągający się remont spowodował, że biblioteka była wówczas nieczynna przez pół roku. Biblioteka w aktualnej lokalizacji wznowiła działalność w dniu 3 marca 2003, oferując również od tego czasu w czytelni znajdującej się na pierwszym piętrze stanowiska komputerowe z bezpłatnym dostępem do Internetu. Obecny budynek biblioteki jest trzykondygnacyjny, przystosowany architektonicznie dla osób niepełnosprawnych: przed wejściem jest podjazd, wewnątrz znajduje się, oprócz schodów prowadzących na wyższe kondygnacje, również winda dostosowana do potrzeb osób z niepełnosprawnościami.
Współcześnie (2022) księgozbiór Miejskiej Biblioteki Publicznej w Braniewie liczy ponad 46 000 pozycji (książki i audiobooki). Oprócz działalności stricte czytelniczej biblioteka organizuje działalność pasjonatów wielu dziedzin, jest to między innymi dyskusyjny klub książki, klub rękodzieła, klub podróżnika, klub gier planszowych, a dla dzieci w wieku od 2 do 5 lat klub Bajaczek. W holu biblioteki, na parterze, prezentowane są regularnie wystawy tematyczne. W soboty odbywają się z przewodnikami PTTK „Spacery po Braniewie”, w trakcie których odwiedzane są ciekawe zakątki miasta i przybliżana zostaje jego bogata historia.
19 września 2020 roku, do i tak już rozległej działalności kulturalnej MBP w Braniewie, doszło jeszcze jedno, nietypowe jak na tego typu placówkę, zadanie quasi-muzealne, opieka nad odnowioną Wieżą Bramną dawnego, średniowiecznego zamku biskupiego.

## Wypożyczalnia dla dorosłych[11]
Znajduje się na parterze biblioteki. Przeznaczona jest dla osób dorosłych oraz młodzieży od lat czternastu. W wypożyczalni znajdują się zbiory 23 261 książek (rok 2021), w tym:
- literatura piękna dla dorosłych i młodzieży
- lektury i opracowania dla uczniów szkół gimnazjalnych i ponadgimnazjalnych
- książki do nauki języków obcych oraz obcojęzyczna beletrystyka
- książki naukowe i popularnonaukowe
- publikacje regionalne
- zbiory specjalne: książki mówione (audiobooki)

## Czytelnia dla dorosłych[12]
Zajmuje pierwsze piętro biblioteki. Czytelnia gromadzi i udostępnia na miejscu:
- księgozbiór naukowy i popularnonaukowy ze wszystkich dziedzin wiedzy
- gazety i czasopisma
- czasopisma oprawne
- księgozbiór regionalny, stanowiący bazę informacyjną o regionie
- księgozbiór regionalny w języku niemieckim (dar Gerharda Steffena, byłego mieszkańca Braniewa)
- dokumenty życia społecznego
- ponadto sprowadza w ramach wypożyczeń międzybibliotecznych, książki zamówione przez czytelnika

### Udostępnia czytelnikom m.in.
- miejsca siedzące przy stolikach, stanowiska komputerowe z dostępem do Internetu
- bezpłatny dostęp do Internetu (hotspot)
- katalog komputerowy zbiorów Czytelni w systemie MAK+
- bazy komputerowe bibliografii Warmii i Mazur (2001-) i bibliografii powiatu braniewskiego (2006-)
- księgozbiór naukowy i popularnonaukowy
- archiwum czasopism
- gazety i czasopisma – 22 tytuły

## Biblioteka dla dzieci i młodzieży[13]
Znajduje się na II piętrze, w jej skład wchodzą: wypożyczalnia książek i czytelnia dla dzieci. Biblioteka dla dzieci i młodzieży zawiera:
- księgozbiór dla najmłodszych
- literatura dla dzieci młodszych
- książki dla dzieci starszych i młodzieży do lat 15 (lektury szkolne, opracowania, powieści przygodowe, obyczajowe, fantastyka)
- komiksy
- książki popularnonaukowe
- audiobooki
- stanowiska komputerowe z dostępem do bezpłatnego Internetu
- kącik malucha

## Punkt Informacji Turystycznej w Braniewie
Punkt Informacji Turystycznej w Braniewie znajduje się w budynku Miejskiej Bibliotece Publicznej na parterze i wchodzi w jej skład. Powstał w marcu 2003 roku. W punkcie IT dostępne są odpłatne publikacje i nieodpłatne materiały promocyjne. Prowadzona jest sprzedaż: map, albumów, przewodników, pocztówek, pamiątek turystycznych, a także oferowane są usługi: ksero, fax, skanowanie, drukowanie, laminowanie.

## Spotkania autorskie
Biblioteka oprócz działalności czytelniczej prowadzi od wielu lat wiele inicjatyw kulturalnych, w tym spotkania autorskie i wieczory literackie. Na przestrzeni lat zorganizowała spotkania czytelników w Braniewie m.in. z następującymi osobami: Gustaw Morcinek, Janusz Meissner, Arkady Fiedler, Władysław Broniewski, Tadeusz Rymkiewicz, Klemens Oleksik, Maria Zientara-Malewska, Władysław Gębik, Władysław Ogrodziński, Wojciech Żukrowski, Jarema Stępowski, Edmund Męclewski, Jan Gerhard, Tadeusz Breza, Andrzej Drawicz, Tadeusz Drewnowski, Krzysztof Beśka, Dariusz Lis, Krzysztof Szatrawski, Wacław Radziwinowicz, Katarzyna Puzyńska, Joanna Jax, Szymon Hołownia, Bernadetta Darska, Ałbena Grabowska, Paweł Smoleński i z wieloma innymi.

## Cyfrowe Archiwum Tradycji Lokalnej
W 2011 roku z inicjatywy fundacji Ośrodek KARTA w MBP w Braniewie zostało utworzone Cyfrowe Archiwum Tradycji Lokalnej. Jako pierwsze zostały wpisane do katalogu wspomnienia Karoliny Święcickiej – długoletnia bibliotekarka Powiatowej i Miejskiej Biblioteki Publicznej w Braniewie oraz autorki wspomnień o powojennej historii miasta. W 2020 roku w Cyfrowym Archiwum Tradycji Lokalnej znajdowało się ok. 700 materiałów dotyczących miasta i osób związanych Braniewem. Archiwum zawiera zdygitalizowane fotografie, świadectwa, dokumenty, m.in. Teodory Dębińskiej-Grudzińskiej – ochotniczki „drajwerki” z 317. Kompanii Transportowej Pomocniczej Służby Kobiet i Stefana Wiśniewskiego – żołnierza Polskich Sił Zbrojnych na Zachodzie, nauczyciela i dyrektora Szkoły Podstawowej nr 3 w Braniewie.